# Reinhard Rinnerthaler
Reinhard Rinnerthaler (* 16. April 1949 in Salzburg) ist ein österreichischer Verlagsleiter, Autor, Kolumnist und Kabarettist.

## Leben
Rinnerthaler war von 1971 bis 2010 im Verlag St. Peter in Salzburg beschäftigt, ab 1973 in der Funktion als Verlagsleiter. Von 1975 bis 1982 folgte ein Publizistik- und Kultursoziologiestudium (neben der Verlagsarbeit) an der Paris-Lodron-Universität Salzburg. Im Jahr 1982 wurde Rinnerthaler mit einer Dissertation Zur Kommunikationsstruktur religiöser Sondergemeinschaften am Beispiel der Jakob-Lorber-Bewegung zum Doktor der Philosophie promoviert. Diese kritische Arbeit über den steirischen „Propheten“ Jakob Lorber (1800–1864) hat in der internationalen Anhängerschaft der Lehre Lorbers heftige Diskussionen ausgelöst.
Rinnerthaler schrieb volkskundliche Aufsätze in Fachzeitschriften, 2001 erschien im Verlag St. Peter sein Buch „O Gott, wer hilft mir? – Heilige Fürsprecher bei Liebesg’schichten, Helfer der Kranken und Berufspatrone“. Eine Kurzversion des Buches gibt es als Broschüre mit dem Titel „Who’s who in der Heiligenschar“ – vom Verlag St. Peter in fünf Auflagen gedruckt. Im November 2013 erschien in der Edition Innsalz (Braunau) Rinnerthalers kirchenkritischer Roman „Als Petrus sein Bier lieber rettete als die Kirche – Eine satirische Heiligenlegende“.
2012/13 schrieb er in der Wochenzeitung „Salzburger Woche“ (Beilage zu den Salzburger Nachrichten) die Kolumne „Der Wortklauber“. Zwischendurch schuf er sprachkritische Schultheaterstücke wie z. B. 2014 „Die Außerirdischen verstehen nur Bahnhof“ (alle im Unda-Verlag, Stubenberg am See, erschienen) und Komödien für Erwachsene.
Er ist Mitglied der IG Autorinnen Autoren (Wien) und auch als Co-Autor tätig, so z. B. bei dem Buch von Florentina Rinnerthaler („Schräge G‘schichten aus Salzburg“, Verlag story.one publishing, Salzburg 2022).

## Veröffentlichungen (Auswahl)
- Der 3. Weltkrieg kommt demnächst – oder auch nicht. Essay über die „göttlichen Offenbarungen“ von Jakob Lorber. Engelsdorfer, Leipzig 2019.
- Schräge Klostergeschichten. Verlag story.one publishing, Salzburg 2020.